# Santa Cristina (Málaga)

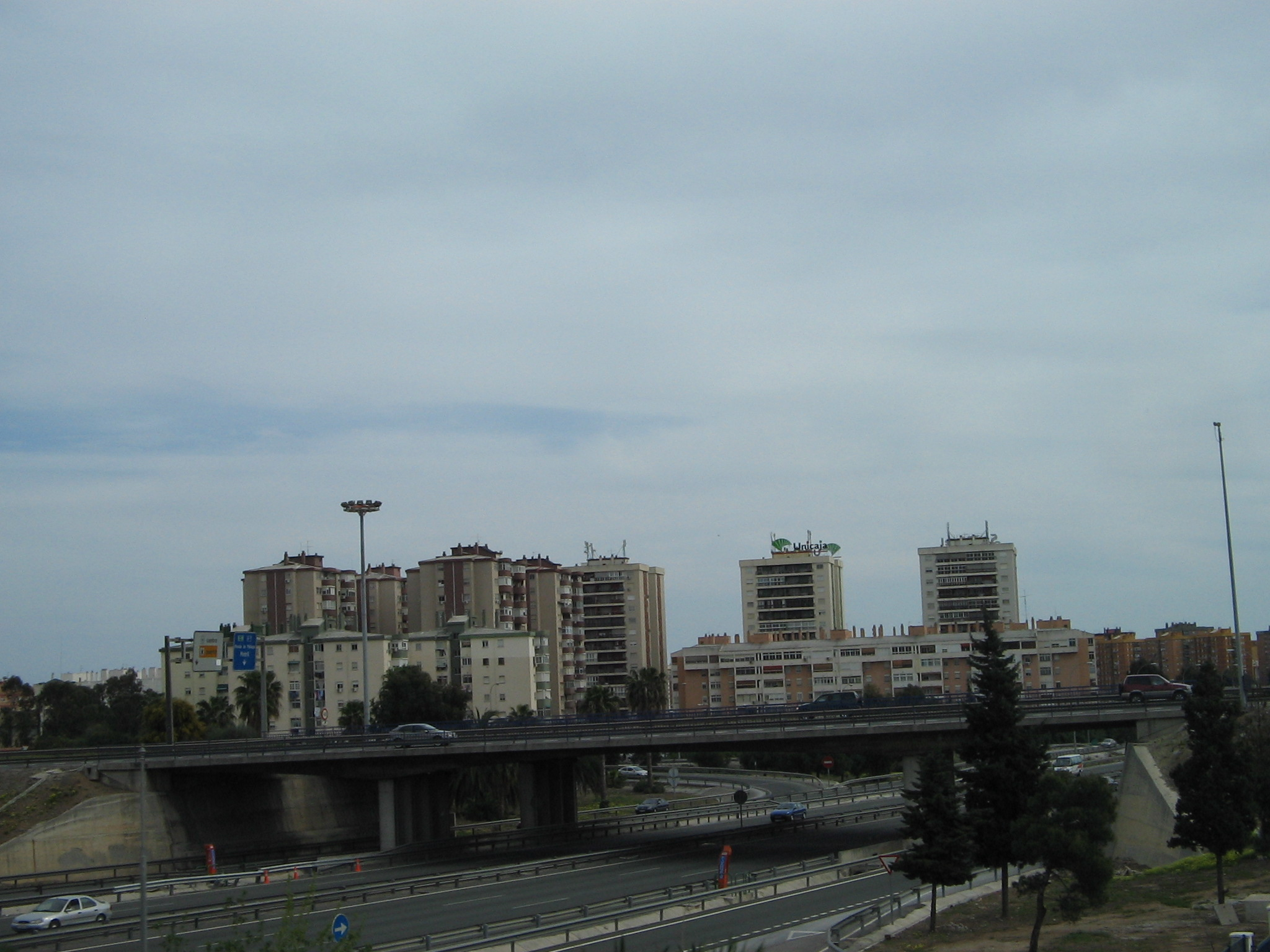
Vista de Santa Cristina desde la A-7 (En la actualidad Ronda Oeste o MA-20).

Santa Cristina es un barrio perteneciente al distrito Cruz de Humilladero de la ciudad andaluza de Málaga, España. Según la delimitación oficial del ayuntamiento, limita al norte con el barrio de La Barriguilla; al este, con el barrio de Tiro de Pichón; al sur, con el polígono industrial Siemens; y al oeste, con el barrio de Cortijo Alto.
El barrio está situado junto a un importante nudo de acceso al centro de la ciudad desde la MA-20. Está compuesto por altos bloques de viviendas y locales comerciales en los bajos.
Por la zona del Recinto de Ferial conecta la barriada del Duende,San Andrés y el Copo con la linea 20 de la EMT de Málaga C1 y C2 de Cercanías de málaga y desde la MA-20 con la linea 11 y 25  
La linea 1 de metro de Málaga dirección Andalucía tech la estación más cercana es Ciudad de la justicia ,universidad y Barbarela usando este sistema de transporte.  

## Transporte
En autobús queda conectado mediante las siguientes líneas de la EMT: 
| Línea | Trayecto                                             | Recorrido | Frecuencia                                     |
| ----- | ---------------------------------------------------- | --------- | ---------------------------------------------- |
| 4     | Paseo del Parque - Cortijo Alto (Ciudad de Justicia) | Recorrido | 11-12 minutos                                  |
| 11    | Universidad - El Palo (P. Virginia)                  | Recorrido | 10 minutos (15-17 minutos en época no lectiva) |
| 22    | Avda. Molière - Universidad                          | Recorrido | 10 minutos (16-18 minutos en época no lectiva) |
| 25    | Paseo del Parque - Santa Rosalía (Campanillas)       | Recorrido | 13-17 minutos                                  |

centro de salud 
consta del centro de salud tiro pichón 
colegio
consta del colegio CEIP NEILL
Supermercado
consta del supermercado MASKOM S.L
ocio
consta de grandes parques para los niños
y una gran cancha de fútbol.